# HD 23985
Désignations
HD 23985 est une étoile binaire de la constellation zodiacale du Taureau. Sa magnitude apparente combinée est de +5,23 et elle est donc visible à l’œil nu sous un bon ciel. Le système est formé de deux étoiles de type spectral A2V et A5V, de magnitude apparente +5,73 et +6,52 respectivement. Elles orbitent l'une autour de l'autre selon une période de 62 ans et avec une excentricité de 0,62. HD 23985 est distante de ∼ 184 a.l. (∼ 56,4 pc) de la Terre.